# ティモシー・エイハーン
ティモシー・エイハーン（Timothy Joseph "Tim" Ahearne、1885年8月17日- 1968年11月）は、アイルランドの男子陸上競技選手。1908年ロンドンオリンピックではイギリス代表選手として出場し、金メダルを獲得した。

## 経歴
エイハーンは、1908年ロンドンオリンピックでは4つの種目に出場している。立ち高跳びと110mハードルでは決勝に進むことはできなかったが、走幅跳は6.72mの8位。そして、三段跳では14.92mで2位のカナダのガーフィールド・マクドナルドに16cm差をつけ金メダルを獲得した。
エイハーンは、その後兄を追ってアメリカに移民した。なお、彼の弟ダニエル（en:Daniel Ahearn）も同じく三段跳の選手だった。